# Luise Schnittert
Luise Schnittert (* 1984 in Berlin) ist eine deutsche Schauspielerin und Sängerin.

## Leben
Schnittert wuchs in Berlin-Kreuzberg auf. Ihre ersten Bühnenerfahrungen sammelte sie als Sängerin in zahlreichen Jazzbands in Berlin. 2008 schloss sie ihre Schauspielausbildung, die sie an der Schauspielschule „Der Kreis“ (Fritz-Kirchhoff-Schule) in Berlin absolvierte, mit der Bühnenreifeprüfung ab.
Erste Bühnenengagements hatte sie in Berlin beim Improvisationstheater „Die Gorillas“. 2009 wirkte sie am Theater am Kurfürstendamm in der Uraufführung des Theaterstücks Zille, geschrieben von Horst Pillau, mit. In der Premiere, in den Folgevorstellungen und in der Wiederaufnahme im Frühjahr 2010 verkörperte sie, neben Walter Plathe als Heinrich Zille, die junge Sängerin und Kabarettistin Claire Waldoff. In dieser Produktion sang Schnittert auch typische Berliner Lieder von Claire Waldoff. Im Herbst 2010 war Schnittert mit Zille auch auf Deutschland-Tournee.
2009 gastierte sie an der Komödie Winterhuder Fährhaus in Hamburg. 2011 spielte sie am Theater am Kurfürstendamm in einer Bühnenfassung des Schwejk die Rollen Etelka, Dienstmädchen und Krankenschwester. Mit Schwejk ging Schnittert anschließend ebenfalls auf Tournee. 
2013 verbrachte Schnittert einen dreimonatigen Aufenthalt in Chicago. Sie studierte dort Schauspiel, Improvisation sowie Gesang und trat bei Offenen Bühnen und in Jazzclubs auf. Außerdem war sie Jurymitglied beim Chicago Improv League Festival. Im Anschluss stand sie mit dem Improvisationstheater „Die Gorillas“ beim Improvisations-Festival Impulse in Toronto auf der Bühne. 
Später hatte sie Theaterengagements u. a. am ACUD-Theater, in der Brotfabrik Berlin, am Ratibor-Theater und beim Theater unterm Dach.
2015 wirkte sie in Rosa von Praunheims Film  Härte mit. Für das ZDF stand sie u. a. in der Lotta-Filmreihe, in dem Thriller Der 7. Tag (Regie: Roland Suso Richter) und in der 2. Staffel der Krimiserie SOKO Potsdam vor der Kamera.
Luise Schnittert lebt in Berlin.

## Filmografie
- 2012: Männer zum Knutschen (Kinofilm)
- 2013: Berlin Junction (Drama)
- 2015: Härte (Filmbiografie)
- 2017: Lotta & der Ernst des Lebens (Fernsehfilm)
- 2017: Der 7. Tag (Fernsehfilm)
- 2019: SOKO Potsdam: Eine verhängnisvolle Affäre (Fernsehserie, eine Folge)
- 2021: Beutolomäus und die vierte Elfe (Fernsehfilm)
- 2021: Die Wespe (Fernsehserie)
- 2023: Trauzeugen (Kinofilm)
- 2024: Ich hab den Weihnachtsmann geküsst (Fernsehfilm)